# Gymnocharacinus bergii
Gymnocharacinus bergii é uma espécie de peixe da família Characidae.
É endémica da Argentina.